# 黄泥湖
黄泥湖是一个位于中国安徽省池州市的淡水湖，面积约为6.9平方千米，属于长江区。它的一级流域为长江流域，二级流域为长江干流水系。